# Maria Antónia Palla
Maria Antónia Assis dos Santos Palla e Carmo, nascida Maria Antónia Assis dos Santos, e mais conhecida por Maria Antónia Palla ComL • GOL (Seixal, Seixal, 10 de Janeiro de 1933) é uma jornalista e feminista portuguesa, sendo uma das primeiras mulheres jornalistas em Portugal. Em 2004 foi distinguida com o grau de comendadora da Ordem da Liberdade. É mãe do anterior primeiro-ministro de Portugal, António Costa.

## Carreira
Maria Antónia nasceu no Seixal, a 10 de Janeiro de 1933, numa família laica, republicana e liberal, filha de Ítalo Ferrer dos Santos, o primeiro na sua família a não ser baptizada, e de sua mulher Angelina Painço de Assis e irmã de Jorge Ítalo de Assis dos Santos. Frequentou o Liceu Francês em Lisboa. Licenciou-se em Ciências Histórico-Filosóficas pela Faculdade de Letras da Universidade de Lisboa.
Trabalhou em diversos jornais, revistas e televisão, destacando-se no tratamento de temas culturais e sociais. Em 1968 integrou com Margarida Silva Dias e Maria Armanda Passos o primeiro grupo de mulheres jornalistas a serem admitidas por concurso na redacção do Diário Popular, após Maria Virgínia Aguiar ter pertencido por um breve período àquela redacção, sendo forçada a abandona-la por ter engravidado.
Após ser despedida do Diário Popular por insistir em fazer um balanço do Maio de 68 em Paris, que editou em livro com o título "Revolução, Meu Amor", entrou no Século Ilustrado, sendo a primeira mulher a integrar a redacção da empresa d' O Século, com a garantia dada por Francisco Mata a Guilherme Pereira da Rosa de que era mulher mas "escreve como um homem". Ainda antes da revolução do 25 de Abril chegou a chefe de redacção d' O Século Ilustrado.
Em 1976 marcou a agenda feminista em Portugal ao assinar para a RTP a reportagem Aborto não É Crime, incluído na série de documentários Nome: Mulher, realizados em conjunto com Antónia de Sousa. No programa, emitido em Fevereiro de 1976, foram mostradas imagens de uma mulher abortando. Maria Antónia foi acusada de "ofensa ao pudor e incitamento ao crime" após a direcção da Maternidade Alfredo da Costa, em Lisboa, ter apresentado queixa da jornalista por "exercício ilegal da medicina". O programa foi suspenso da estação pelo então presidente do conselho de administração da RTP, então o seu próprio marido, Manuel Pedroso Marques. Maria Antónia foi a tribunal, sendo absolvida em 1979. O processo funcionou como base de lançamento da campanha para a despenalização do aborto.
Faz parte da União das Mulheres Antifascistas e Revolucionárias (UMAR).
Foi a primeira mulher a ocupar o cargo de vice-presidente da Direção do Sindicato dos Jornalistas, em 1979, após a Revolução de 25 de Abril. Era comumente referenciada em conjunto com Maria Antónia de Sousa e Maria Antónia Fiadeiro, chamadas "as três Antónias" por Maria de Lurdes Pintasilgo, adaptando a imagem das "três Marias", aplicada às autoras das Novas Cartas Portuguesas, Maria Isabel Barreno, Maria Teresa Horta e Maria Velho da Costa.
Foi também a primeira mulher que assumiu a presidência da Caixa de Previdência dos Jornalistas, desempenhando esse cargo durante doze anos. Foi uma das fundadoras da Liga dos Direitos das Mulheres e uma das promotoras da Biblioteca Feminista Ana de Castro Osório, núcleo especializado da Biblioteca Municipal de Belém, a segunda que existe na Europa, enquadrada num espaço público. 
Foi uma das fundadoras do Fórum Português para a Paz e Democracia em Angola, que presta apoio às forças democráticas daquele país. É Membro Vitalício do Conselho Geral da Fundação Mário Soares desde 10 de Março de 1996.

## Prémios e Reconhecimentos
Em Março de 2004 foi homenagada com um jantar na Cervejaria Trindade, em Lisboa, por ocasião do I Congresso Feminista e da Educação (1924-2004), que teria lugar em Maio desse ano. A 25 de Abril do mesmo ano foi agraciada com o grau de Comendador da Ordem da Liberdade.
Em 2019 é galardoada com o Prémio Carreira, no âmbito dos Prémios ACTIVA Mulheres Inspiradoras. Nesse mesmo ano é-lhe atribuído o Prémio Maria Barroso – Jornalismo pela Paz e pelo Desenvolvimento.
Em 2022 é galardoada com o Prémio do Clube das 25 (associação feminista espanhola) que distingue mulheres que se destacaram pela luta pela igualdade de oportunidades.
Em 2024 é agraciada com o Prémio Gazeta de Mérito, no âmbito Prémios Gazeta 2023, atribuído pelo Clube de Jornalistas.
A 13 de fevereiro de 2025, foi agraciada com o grau de Grande-Oficial da Ordem da Liberdade.

## Vida pessoal
Casou a primeira vez com o escritor moçambicano de origem goesa Orlando da Costa, de quem teve um filho, António Costa, ex-Primeiro-Ministro de Portugal, nascido em 1961. Casou a segunda vez com o arquitecto Victor Palla, falecido em 2006, com cujo sobrenome acabou por ficar, e em 1974 com o coronel Manuel Pedroso Marques.

## Obra publicada
- Revolução, meu amor – Maio 68, um ano depois (Prelo, Lisboa, 1969) (Sibila Publicações, reedição, 2018).[16]
- Só Acontece aos Outros – Histórias de violência, (Sibila Publicações, reedição, 2017).[17][18]
- Savimbi: Um sonho africano, em co-autoria com João Soares (Nova Ática, 2003).[19]
- Viver pela Liberdade, em co-autoria com Patrícia Reis, (Matéria‑Prima Edições, 2014).[20][21]

## Ligações Externas
- Mulheres de Abril: Testemunho de Maria Antónia Palla
- RTP | Maria Antónia Palla entrevistada pela jornalista Sílvia Alves, no programa Mulheres que contam (2022)